# Узян (верхний приток Белой)
Узян (Сухой Узян, Северный Узян) — река в России, течёт по территории Белорецкого района Башкортостана. Устье реки находится в 1238 км по левому берегу Белой. Длина реки составляет 30 км, площадь водосборного бассейна — 353 км². Крупные притоки: Катарыш, Узян, Саранга и другие.

## Данные водного реестра
По данным государственного водного реестра России относится к Камскому бассейновому округу, водохозяйственный участок реки — Белая от водомерного поста Арский Камень до Юмагузинского гидроузла, речной подбассейн реки — Белая. Речной бассейн реки — Кама.
Код объекта в государственном водном реестре — 10010200212111100017041.